# Montagny-près-Louhans
Montagny-près-Louhans là một xã thuộc tỉnh Saône-et-Loire trong vùng Bourgogne-Franche-Comté miền đông nước Pháp.